# Baldwin City
Baldwin City è un comune degli Stati Uniti d'America, situato nello Stato del Kansas, nella contea di Douglas.